# Kurzątkowice
Kurzątkowice (deutsch Chursangwitz) ist ein Dorf in Niederschlesien. Der Ort liegt in der Landgemeinde Domaniów im Powiat Oławski in der polnischen Woiwodschaft Niederschlesien.

## Geographie

### Geographische Lage
Das Straßendorf Kurzątkowice liegt vier Kilometer südlich vom Gemeindesitz Domaniów (Thomaskirch), ca. 15 südwestlich von der Kreisstadt Oława (Ohlau) und rund 40 Kilometer südlich der Woiwodschaftshauptstadt Breslau. Der Ort liegt in der Nizina Śląska (Schlesische Tiefebene) innerhalb der Równina Wrocławska (Breslauer Ebene).

### Nachbarorte
Nachbarort von Kurzątkowice ist im Nordosten Wyszkowice (Weisdorf).

## Geschichte
Der Ort wurde 1232 erstmals als Crivasosna erwähnt. Weitere Erwähnungen erfolgten 1315 als Cursantkowitz sowie 1358 als Curzantka. 138, wurde der Ort nach deutschem Recht ausgesetzt.
Nach dem Ersten Schlesischen Krieg 1742 fiel Chursangwitz zusammen mit dem größten Teil Schlesiens an Preußen. 1783 zählte der Ort ein herrschaftliches Wohnhaus, 9 Gärtnerstellen und 94 evangelische Einwohner.
Nach der Neugliederung Preußens gehörte die Landgemeinde Chursangwitz ab 1815 zur Provinz Schlesien und war ab 1816 dem Landkreis Ohlau eingegliedert. 1874 wurde der Amtsbezirk Lorzendorf gegründet, welcher die Landgemeinden Brosewitz, Chursangwitz, Graduschwitz und Lorzendorf und die Gutsbezirke Chursangwitz und Lorzendorf umfasste. 1885 zählte der Ort 41 Einwohner.
1933 zählte Chursangwitz 117, 1939 wiederum 106 Einwohner. Bis 1945 befand sich der Ort im Landkreis Ohlau.
Als Folge des Zweiten Weltkriegs fiel Chursangwitz wie fast ganz Schlesien 1945 an Polen, wurde in Kurzątkowice umbenannt und der Woiwodschaft Breslau angegliedert. Die deutsche Bevölkerung wurde, soweit sie nicht vorher geflohen war, weitgehend vertrieben. Die neu angesiedelten Bewohner waren zum Teil Heimatvertriebene aus Ostpolen. 1999 kam der Ort zum Powiat Oławski in der Woiwodschaft Niederschlesien.